# ماريا باروس
ماريا باروس (بالإسبانية: María Barros)‏ هي مصممة أزياء إسبانية، ولدت في 27 يناير 1980 في لا كورونيا في إسبانيا.